# Мисъл (журнал)
«Мисъл» (болг. Мисъл) — болгарський літературний журнал, який об'єднав індивідуалістичні течії національного письменства. Видавався в період з 1892 по 1907.

## Джерела

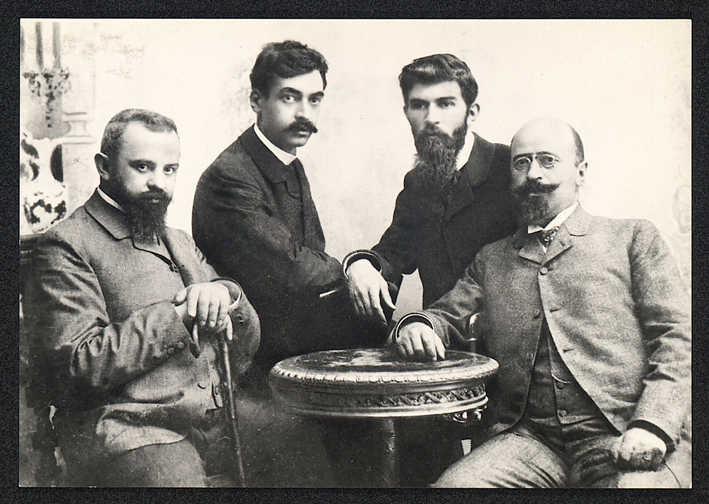
Літературний круг «Мисъл»

## Історія
Після створення журналу, навколо нього виникає так зване літературне коло «Мисъл», названий на честь журналу, до його складу входили 4 діячі — Крастьо Крастев, Пенчо Славейков, Петко Тодоров та Пейо Яворов. Вони вводить нові орієнтації індивідуалізму та естетики в болгарській літературі. Теми творів — філософсько-психологічні, особистість висувається на перший план.